# Susana Corella Platt
Susana Corella Platt (Hermosillo, Sonora, 25 de marzo de 1969) Fue la primera mujer diputada federal de elección popular (distrito IV, 39 municipios) por Sonora, con la mayor votación histórica registrada.
Licenciada en Derecho con mención honorífica por la Universidad de Sonora. Fue Presidenta del PRI (2009-12) recuperando para su partido todas las posiciones de la elección del 2012. Fue presidenta municipal y regidora del municipio de Guaymas. 
Fue candidata a diputada local por el distrito XIII, quedando en segundo lugar.
Su lema es #VivirParaServir

## Vida profesional
- Ejercicio libre de la profesión.

- Jefa de Departamento de la Dirección de Servicios de Gobierno del H, Ayuntamiento de Hermosillo. (período del Lic. Guatimoc Iberry González).

- Subdirectora de Asuntos Jurídicos Externos del H. Ayuntamiento del Hermosillo. (período del Ing. Gastón González Guerra).

- Regidora Propietario del H. Ayuntamiento de Guaymas (Septiembre 2006-Marzo 2009) (período del Lic. Antonio Astiazarán Gutiérrez).

- Presidenta Municipal del H. Ayuntamiento de Guaymas (Marzo-Septiembre 2009).

- Presidenta del CDM del PRI Guaymas elegida por elección abierta del Consejo Político Municipal el 8 de julio de 2011.

- Secretaria de Vinculación con la Sociedad Civil del PRI Sonora .

- Fue Diputada federal del distrito IV en Sonora ganando en las Elecciones estatales de Sonora de 2015.

- fue candidata a Diputada local por el XIII distrito de sonora quedando en segundo lugar de votaciones con 7 mil 43 votos lo que equivale el 20.4% de la votación, en las Elecciones estatales de Sonora de 2018.

### Resultado Electoral 2015
|  | 35.68 % |

|  | 41.31 % |

|  | 5.71 % |

|  | 2.02 % |

|  | 2.02 % |

|  | 4.63 % |

|  | 3.47 % |

|  | 00.45 % |

|  | 1.16 % |

|  | 0.02 % |

|  | 3.53 % |

|  | 100.00 % |

## Actividades filantrópicas
- Miembro activo de Escuela para Padres de Guaymas.

- Miembro activo de Superación Integral de Guaymas Manos Amigas, A.C.